# Cantón de Saint-Saulge
El cantón de Saint-Saulge era una división administrativa francesa, que estaba situada en el departamento de Nièvre y la región de Borgoña.

## Composición
El cantón estaba formado por once comunas:
- Bona
- Crux-la-Ville
- Jailly
- Montapas
- Rouy
- Saint-Benin-des-Bois
- Sainte-Marie
- Saint-Franchy
- Saint-Maurice
- Saint-Saulge
- Saxi-Bourdon

## Supresión del cantón de Saint-Saulge
En aplicación del Decreto n.º 2014-184 de 18 de febrero de 2014, el cantón de Saint-Saulge fue suprimido el 22 de marzo de 2015 y sus 11 comunas pasaron a formar parte; diez del nuevo cantón de Guérigny y una del nuevo cantón de Château-Chinon.